# Fun-Carver
Die Fun-Carver, auch Kurz-Carver (englisch: Short carver) oder Kurzski genannt, sind die Kurzvariante von Carving-Skiern und üblicherweise nur zwischen einem und eineinhalb Meter lang – in jedem Fall deutlich unter der Körpergröße. Als sich die Fun-Carver entwickelten, waren auch Typ-Bezeichnungen wie „Big Foot“ von Kneissl oder „Snowblade“ von Salomon üblich. Es gibt nur wenige Unternehmen, die die Gleitgeräte Fun-Carver herstellen. 

## Beschreibung der Skier
Die Ski sind extrem stark tailliert und haben meistens einen Konstruktionsradius von zehn oder weniger Metern; bei manchen Modellen geht er auch an die 15 Meter.
Sie sind im Regelfall mit einer Erhöhungsplatte versehen, wodurch sehr enge Kurven gefahren werden können. Ohne diese Platte müssten die Sportler auf der Stahlkante kurven, sie könnten dabei mit den Skischuhen auf den Schnee geraten (Bootout) und stürzen. Die hohe Platte der meisten Fun-Carver hat auch die Wirkung, den Ski frei durchflexen zu lassen, was die Kurvenfahreigenschaft nochmals deutlich verbessert.
Die modernen Skigrundkörper sind in Sandwichbauweise gefertigt, mit Titanal-Einlagen verstärkt und besitzen einen gesinterten Laufbelag. Ihre Länge ist auf maximal 130 cm begrenzt. 
Im Gegensatz zu den Bigfoot, Blades, die höchstens 99 Zentimeter lang sind, und Firngleitern haben Fun-Carver eine obligatorische Sicherheitsbindung, wie sie für alle Ski über einem Meter Länge gesetzlich vorgeschrieben ist.

## Fahrweise
Die Shortcarver können enge Radien von 7–12 Meter fahren und spüren dadurch bereits die Fliehkraft, also die Grenzen der Gravitation. 
Im Gegensatz zum Carving werden auch Skistöcke benutzt, die durch Biegungen windschlüpfig und körpernah gestaltet sind. 
Nur gut trainierte und konditionsstarke Skifahrer, die auch im Grenzbereich (beim Ausweichen und Anhalten) die Kontrolle über den Ski behalten, können mit diesen Gleitgeräten umgehen. Wieweit die Spezialskier auch für Anfänger passen, ist unter Experten umstritten.

## Nachfolger SL-Carver
Fun-Carver sind seit Ende der 2000er Jahre kaum mehr am Markt vorhanden, da sie durch die normalen SL-Carver mit vergleichbarem Radius abgelöst wurden. Letztere haben den Nachteil, dass dort keine hohe Platte montiert ist und somit kein klassisches Funcarven möglich ist.
Fast alle größeren Erzeuger der Skiindustrie bauen auch Fun- bzw. SL-Carver, unter anderem die Firmen (alphabetisch)
 Atomic, Blizzard, Elan, Fischer, Head, K2, Kneissl, Nordica, Rossignol, Salomon, SCOTT, Stöckli und Völkl.

## Geschichte
Die Fun-Carver entstanden aus den Firngleitern, die als Abstiegshilfe für Bergsteiger um 1930 entwickelt und eingesetzt wurden. Sie waren anfangs knapp 70 cm lang. Gegen Ende des 20. Jahrhunderts trennten sich die Wege der Firngleiter und der Kurzskier, weil zu dieser Zeit einige Produzenten einen Meter lange Renn-Firngleiter auf den Markt brachten (Atomic, Kästle). Die Herstellung von Firngleit-Skiern wurde eingestellt. Zur besseren Unterscheidung kam die Bezeichnung Shortcarver für die Neuentwicklungen auf. Der österreichische Skiverband stellte im Jahr 2001 ein eigenes Reglement für Shortcarver-Bewerbe auf. Die Teildisziplinen orientierten sich an Alpinski-Wettbewerben. Damit gab es die erste ÖSV-Shortcarver-Meisterschaft in Schladming/Steiermark. Nach einem Jahr fand die erste inoffizielle Shortcarver-EM in Malbun in Liechtenstein statt. Nachdem die österreichische Bundessportorganisation Shortcarving auch offiziell anerkannt hatte, organisierte sie 2003 die ersten österreichischen Shortcarver-Staatsmeisterschaften in Axams (Slalom) und Fulpmes (Vielseitigkeitsbewerb).
Im Januar 2004 fand sich ein detaillierter Bericht über ein Shortcarving-Rennen im Skigebiet Hochimst.